# Brook Taylor
 Brook Taylor FRS (Sinh ngày 18 tháng 8 năm 1685– mất ngày 29 tháng 12 năm 1731) là nhà toán học được biết đến bởi chuỗi Taylor và định lý Taylor, cả hai khái niệm này đều quan trọng trong giải tích toán học.

## Cuộc sống và sự nghiệp

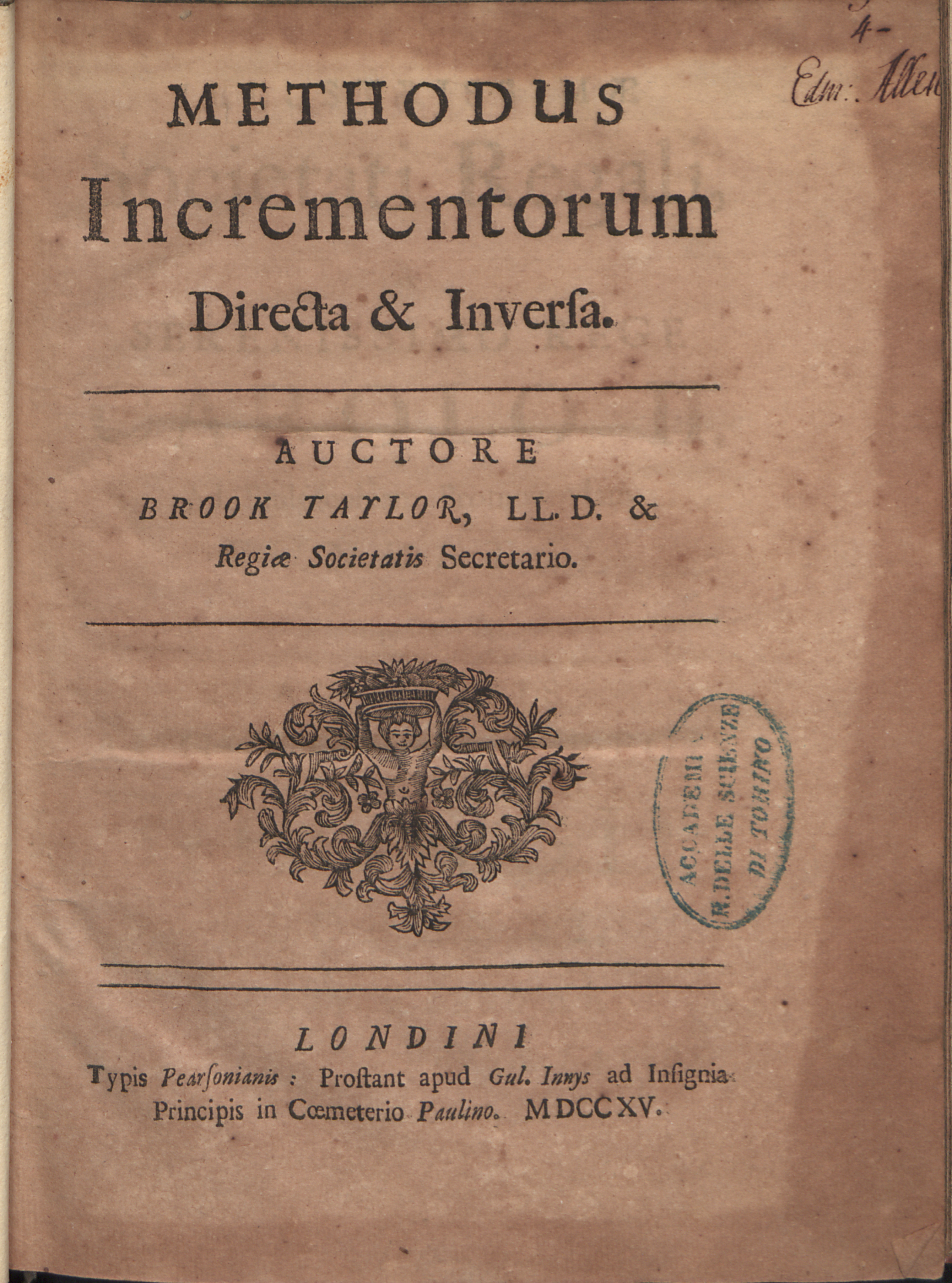
Methodus incrementorum directa et inversa, 1715

Brook Taylor được sinh tại Edmonton (trước kia gọi là Middlesex). Taylor là con trai của John Taylor, nghị sĩ quốc hội của Patrixbourne, Kent và Olivia Tempest, con gái của ngài Nicholas Tempest, tòng nam tước xứ Durham.
Ông nhập học tại đại học St John, Cambridge vào 1701, rồi lấy bằng cử nhân cho luật trong 1709 và bằng tiến sĩ vào năm 1714. Taylor học toán dưới cố vấn của John Machin và John Keill,dẫn tới Taylor tìm ra lời giải cho bài toán "tâm dao động." Lời giải của Taylor phải đến tháng 5 năm 1714 mới được xuất bản,.
Cuốn Methodus Incrementorum Directa et Inversa (1715) (dịch: "Các phương pháp cộng trực tiếp và gián tiếp") của ông thêm một nhánh mới cho toán học, được gọi là "vi tích phân của các số gia hữu hạn". Taylor sử dụng nó để xác định dạng di chuyển trong các dây dao động.
Taylor được bầu làm hội viên trong hiệp hội hoàng gia vào 1712. Cùng năm đó, Taylor được ủy thác xét các thỉnh cầu của Isaac Newton và Gottfried Leibniz. Ông làm thư ký cho hiệp hội từ ngày 13 tháng 1 năm 1714 đến ngày 12 tháng 10 năm 1718.